# Kleine münsterländer
De heidewachtel of kleine münsterländer is een hondenras dat afkomstig is uit Duitsland. Oorspronkelijk was het dier vooral in gebruik als jachthond, vooral op hazen en konijnen, en is ook als gezelschapshond te houden. Het ras komt vooral voor in Duitsland, Nederland en Tsjechië. Een volwassen reu is ongeveer 54 centimeter hoog, een volwassen teef ongeveer 52 centimeter. Het ras moet niet verward worden met de Duitse wachtelhond of de grote münsterländer.
Het is een intelligente en elegante hond met een atletische bouw. De hangende oren zijn hoog aangezet en de neus is egaal bruin. De kleur is bruin-wit en de tekening varieert van (platen)bont tot bruin-schimmel. De vacht is halflang, met franje aan de oren en de poten. In actie wordt de staart met vlag in een lichte boog omhoog gedragen.
De heidewachtel is oorspronkelijk een van de verschijningsvormen van de Spioen, het bruinbonte jachthondje dat in de Middeleeuwen in West-Europa voorkwam. Deze honden stonden ook wel bekend als 'vogelhonden'. Ze werden gebruikt om het wild op te drijven, zodat er met jachtvogels op gejaagd kon worden.

## Gezelschapshond
De heidewachtel is niet alleen bijzonder geschikt als jachthond, maar vindt tegenwoordig steeds vaker zijn plaats binnen het gezin. Belangrijk is wel dat deze van nature energieke hond voldoende lichaamsbeweging krijgt. Boswandelingen, strandwandelingen en vooral veel arbeid voor de baas zijn daarom zeker aan de heidewachtel besteed.
De heidewachtel is goed op te voeden en luistert heel goed.

## Jachthond
De heidewachtel werkt – in jagerstermen – zowel voor als na het schot. De hond zoekt het wild tot hij verwaaiing krijgt, waarna hij tot voorstaan komt. Als de jager geschoten heeft, apporteert de hond het wild.
Bracco italiano ·
Braque d'Auvergne ·
Braque de l'Ariège ·
Braque du Bourbonnais ·
Braque Dupuy ·
Braque français ·
Braque Saint-Germain ·
Český fousek ·
Drentsche patrijshond ·
Duitse staande hond (draadhaar) ·
… (korthaar) ·
… (langhaar) ·
… (stekelhaar) ·
Engelse setter ·
Épagneul bleu de Picardie ·
Épagneul breton ·
Épagneul de Pont-Audemer ·
Épagneul français ·
Épagneul picard ·
Gammel dansk hønsehund ·
Gordon setter ·
Griffon Boulet ·
Griffon Korthals ·
Grote münsterländer ·
Ierse setter ·
Kleine münsterländer ·
Perdigueiro de Burgos ·
Perdigueiro português ·
Poedelpointer ·
Pointer ·
Slovenský hrubosrstý stavač ·
Spinone italiano ·
Stabij ·
Vizsla ·
Weimarse staande hond